# العنانية
العِنانِيّة هي إحدى قرى مركز دمياط التابع لمحافظة دمياط بجمهورية مصر العربية.

## التاريخ
قرية العنانية من القرى القديمة، وأصلها من توابع نواحي شطوط دمياط، ثم فُصلت عنها في العهد العثماني فورد اسمها في دفتر المقاطعات الخاص بنواحي ولاية الدقهلية سنة 1079 هـ، ثم ألغيت وحدتها وأضيف زمامها إلى شطوط دمياط سنة 1228 هـ بعد المسح الذي جرى في عهد محمد علي باشا. وفي سنة 1922، فُصلت العنانية مجددًا إداريًا عن ناحية عزب البسارطة التي سبق أن انفصلت عن ناحية شطوط دمياط سنة 1255 هـ، فأصبحت بذلك العنانية ناحية إدارية. وفي سنة 1936م، صدر قرار بفصلها بزمام خاص من أراضي عزب البسارطة وبذلك أصبحت ناحية قائمة بذاتها من الوجهتين الإدارية والمالية.